# Gouvernement Camps I
 Communauté valencienne
Olivas Camps II
Le gouvernement Camps I est le gouvernement de la Communauté valencienne entre le 21 juin 2003 et le 29 juin 2007, durant la VIe législature du Parlement valencien. Il est présidé par Francisco Camps.

## Coalition et historique
Dirigé par le président de la Généralité valencienne conservateur Paco Camps, ce gouvernement est constitué et soutenu par le Parti populaire de la Communauté valencienne (PPCV). À lui seul, il dispose de 48 députés sur 89, soit 53,9 % des sièges du Parlement valencien.
Il est formé à la suite des élections régionales du 25 mai 2003 et succède au gouvernement Olivas, constitué et soutenu par le seul PPCV. Pour ce scrutin, les conservateurs avaient choisi pour chef de file l'ancien délégué du gouvernement Paco Camps au lieu du président sortant José Luis Olivas, investi en juillet 2002 en succession d'Eduardo Zaplana.
Lors des élections régionales du 23 mai 2007, le PPCV confirme sa majorité absolue et dépasse même les 50 % des suffrages exprimés, pour la première fois pour un parti depuis l'élection de 1983. Cela permet à Camps de constituer son deuxième gouvernement.

## Composition

### Initiale (21 juin 2003)
| Fonction                                                   | Titulaire | Titulaire               | Parti |
| ---------------------------------------------------------- | --------- | ----------------------- | ----- |
| Président de la Généralité                                 |           | Paco Camps              | PPCV  |
| Conseiller à la Présidence                                 |           | Alejandro Font de Mora  | PPCV  |
| Conseiller à l'Économie, aux Finances et à l'Emploi        |           | Gerardo Camps           | PPCV  |
| Conseiller à la Justice et aux Administrations publiques   |           | Víctor Campos           | PPCV  |
| Conseiller aux Infrastructures et aux Transports           |           | José Ramón García Antón | PPCV  |
| Conseiller à la Culture, à l'Éducation et aux Sports       |           | Esteban González Pons   | PPCV  |
| Conseiller à la Santé                                      |           | Vicent Rambla           | PPCV  |
| Conseiller à l'Industrie, au Commerce et au Tourisme       |           | Miguel Peralta Viñes    | PPCV  |
| Conseiller à l'Agriculture, à la Pêche et à l'Alimentation |           | Gema Amor Pérez         | PPCV  |
| Conseiller au Territoire et au Logement                    |           | Rafael Blasco           | PPCV  |
| Conseiller au Bien-être social                             |           | Alicia de Miguel García | PPCV  |

### Remaniement du 27 août 2004
- Les nouveaux conseillers sont indiqués en gras, ceux ayant changé d'attributions en italique.

| Fonction                                                               | Titulaire | Titulaire               | Parti |
| ---------------------------------------------------------------------- | --------- | ----------------------- | ----- |
| Président de la Généralité                                             |           | Paco Camps              | PPCV  |
| Vice-président                                                         |           | Víctor Campos           | PPCV  |
| Conseiller à l'Économie, aux Finances et à l'Emploi                    |           | Gerardo Camps           | PPCV  |
| Conseiller à la Justice et aux Administrations publiques               |           | Miguel Peralta Viñes    | PPCV  |
| Conseiller aux Infrastructures et aux Transports                       |           | José Ramón García Antón | PPCV  |
| Conseiller à la Culture, à l'Éducation et aux Sports                   |           | Alejandro Font de Mora  | PPCV  |
| Conseiller à la Santé                                                  |           | Vicent Rambla           | PPCV  |
| Conseiller aux Entreprises, à l'Enseignement supérieur et à la Science |           | Justo Nieto             | Aucun |
| Conseiller au Tourisme                                                 |           | Milagrosa Martínez      | PPCV  |
| Conseiller à l'Agriculture, à la Pêche et à l'Alimentation             |           | Juan Gabriel Cotino     | PPCV  |
| Conseiller au Territoire et au Logement                                |           | Rafael Blasco           | PPCV  |
| Conseiller au Bien-être social                                         |           | Alicia de Miguel García | PPCV  |
| Conseiller aux Relations institutionnelles et à la Communication       |           | Esteban González Pons   | PPCV  |
| Conseiller à la Coopération et à la Participation                      |           | Gema Amor Pérez         | PPCV  |

### Remaniement du 30 mai 2006
- Les nouveaux conseillers sont indiqués en gras, ceux ayant changé d'attributions en italique.

| Fonction                                                               | Titulaire | Titulaire               | Parti |
| ---------------------------------------------------------------------- | --------- | ----------------------- | ----- |
| Président de la Généralité                                             |           | Paco Camps              | PPCV  |
| Vice-président                                                         |           | Víctor Campos           | PPCV  |
| Conseiller à l'Économie, aux Finances et à l'Emploi                    |           | Gerardo Camps           | PPCV  |
| Conseiller à la Justice et aux Administrations publiques               |           | Miguel Peralta Viñes    | PPCV  |
| Conseiller aux Infrastructures et aux Transports                       |           | José Ramón García Antón | PPCV  |
| Conseiller à la Culture, à l'Éducation et aux Sports                   |           | Alejandro Font de Mora  | PPCV  |
| Conseiller à la Santé                                                  |           | Rafael Blasco           | PPCV  |
| Conseiller aux Entreprises, à l'Enseignement supérieur et à la Science |           | Justo Nieto             | Aucun |
| Conseiller au Tourisme                                                 |           | Milagrosa Martínez      | PPCV  |
| Conseiller à l'Agriculture, à la Pêche et à l'Alimentation             |           | Juan Gabriel Cotino     | PPCV  |
| Conseiller au Territoire et au Logement                                |           | Esteban González Pons   | PPCV  |
| Conseiller au Bien-être social                                         |           | Alicia de Miguel García | PPCV  |
| Conseiller aux Relations institutionnelles et à la Communication       |           | Vicent Rambla           | PPCV  |
| Conseiller à la Coopération et à la Participation                      |           | Gema Amor Pérez         | PPCV  |